# Rendere il cappello

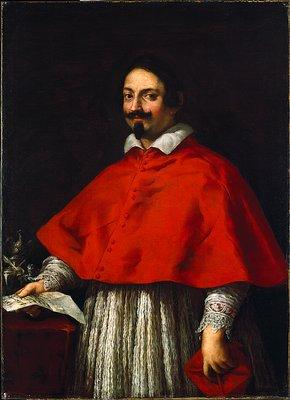
Kardynał Pietro Maria Borghese. Jego nominacja przez papieża Urbana VIII w 1624 była klasycznym przykładem gestu rendere il cappello

Rendere il capello (wł. zwrot kapelusza, oddanie kapelusza) – obyczaj praktykowany przez niektórych papieży w okresie od XVI do XIX wieku w zakresie nominacji kardynalskich, powiązany z praktyką nepotyzmu. Polegał on na tym, że nowo wybrany papież wynosił do godności kardynalskiej jednego z krewnych tego papieża, od którego sam otrzymał kapelusz kardynalski. Gest ten postrzegano jako dowód wdzięczności wobec poprzednika i jego rodu, natomiast osobiste przymioty mianowanego w ten sposób kardynała schodziły na dalszy plan.
Pierwszej tego rodzaju nominacji dokonał papież Leon X (1513–1521), gdy 23 września 1513 mianował kardynałem Innocenzo Cibo, krewnego papieża Innocentego VIII (1484–1492), od którego on sam, jako Giovanni de Medici, otrzymał nominację kardynalską w 1489. Nominację dla młodego wówczas i niemającego dobrej reputacji Innocenzo Cibo Leon X skomentował słowami: To, co otrzymałem od Innocentego [VIII], zwracam Innocentemu [Cibo]. W XVI wieku obyczaj ten był jednak jeszcze stosunkowo rzadki, w ślady Leona X poszli bowiem jedynie Paweł III (1534–1549), Pius IV (1559–1565), Pius V (1566–1572) i Klemens VIII (1592–1605). Jednakże począwszy od pontyfikatu Urbana VIII (1623–1644) przez następne półtora stulecia był powszechną praktyką. Spośród piętnastu papieży panujących między 1623 a 1774 tylko trzech (Aleksander VII, Aleksander VIII i Innocenty XII) nie dokonało gestu rendero il cappello, przy czym w przypadku Aleksandra VIII (1689–1691) mogło to być spowodowane tym, że był on już drugim z kolei nominatem Innocentego X wybranym na papieża, a jego poprzednik Innocenty XI dokonał już takiego gestu względem rodziny tego papieża. Obyczaju tego przestrzegali również ci papieże, którzy sami stronili od nepotyzmu i nie wprowadzili do Świętego Kolegium żadnego ze swoich krewnych (Innocenty XI, Benedykt XIII, Benedykt XIV i Klemens XIV).
Wybrany w 1775 papież Pius VI nie dokonał gestu rendere il cappello wobec rodu swego poprzednika Klemensa XIV, który mianował go kardynałem w 1773. Odstępstwo to było prawdopodobnie spowodowane tym, że Klemens XIV miał bardzo niewielu krewnych i nie było wśród nich duchownych, jednak trzej kolejni następcy Piusa VI również nie dokonali nominacji tego rodzaju. Do obyczaju tego powrócił jedynie Grzegorz XVI (1831–1846) w roku 1836, kiedy mianował kardynałem Gabriele della Gengę, 35-letniego bratanka papieża Leona XII, od którego Grzegorz XVI sam otrzymał kapelusz kardynalski. Był to jednak ostatni w historii gest rendere il cappello.
| Kardynał mianowany w ramach gestu rendere il cappello | Data nominacji      | Papież dokonujący nominacji | Świeckie imię i data promocji kardynalskiej papieża dokonującego gestu rendere il cappello | Papież, z którym spokrewniony był nominat i który mianował papieża dokonującego gestu rendere il cappello |
| ----------------------------------------------------- | ------------------- | --------------------------- | ------------------------------------------------------------------------------------------ | --- |
| Innocenzo Cibo (1491–1550)                            | 23 września 1513    | Leon X (1513–1521)          | Giovanni de Medici 9 marca 1489                                                            | Innocenty VIII (Giovanni Battista Cibo, pontyfikat 1484-1492)                                             |
| Rodrigo Luis de Borja y de Castre-Pinós (1524–1537)   | 22 grudnia 1536     | Paweł III (1534–1549)       | Alessandro Farnese 20 września 1493                                                        | Aleksander VI (Rodrigo Borgia, pontyfikat 1492–1503)                                                      |
| Enrique de Borja y Aragón (1518–1540)                 | 19 grudnia 1539     | Paweł III (1534–1549)       | Alessandro Farnese 20 września 1493                                                        | Aleksander VI (Rodrigo Borgia, pontyfikat 1492–1503)                                                      |
| Alessandro Sforza (1534–1581)                         | 12 marca 1565       | Pius IV (1559–1565)         | Giovanni Angelo Medici 8 kwietnia 1549                                                     | Paweł III (Alessandro Farnese, pontyfikat 1534–1549)                                                      |
| Antonio Carafa (1538–1591)                            | 24 marca 1568       | Pius V (1566–1572)          | Michele Ghislieri 15 marca 1557                                                            | Paweł IV (Gian Pietro Carafa, 1555–1559)                                                                  |
| Andrea Baroni Peretti (1572–1629)                     | 5 czerwca 1596      | Klemens VIII (1592–1605)    | Ippolito Aldobrandini 18 grudnia 1585                                                      | Sykstus V (Felice Peretti de Montalto, 1585–1590)                                                         |
| Pietro Maria Borghese (1599–1642)                     | 7 października 1624 | Urban VIII (1623–1644)      | Maffeo Barberini 11 września 1606                                                          | Paweł V (Camillo Borghese, 1605–1621)                                                                     |
| Carlo Barberini (1630–1704)                           | 23 czerwca 1653     | Innocenty X (1644–1655)     | Giovanni Battista Pamphili 30 sierpnia 1627                                                | Urban VIII (Maffeo Barberini, 1623–1644)                                                                  |
| Sigismondo Chigi (1649–1678)                          | 12 grudnia 1667     | Klemens IX 1667–1669)       | Giulio Rospigliosi 9 kwietnia 1657                                                         | Aleksander VII (Fabio Chigi, 1655–1667)                                                                   |
| Felice Rospigliosi (1639–1688)                        | 16 stycznia 1673    | Klemens X (1670–1676)       | Emilio Altieri 29 listopada 1669                                                           | Klemens IX (Giulio Rospigliosi, 1667–1669)                                                                |
| Benedetto Pamphilj (1653–1730)                        | 1 września 1681     | Innocenty XI (1676–1689)    | Benedetto Odescalchi 6 marca 1645                                                          | Innocenty X (Giovanni Battista Pamphili, 1644–1655)                                                       |
| Pietro Priuli (1669–1728)                             | 17 maja 1706        | Klemens XI (1700–1721)      | Giovanni Francesco Albani 13 lutego 1690                                                   | Aleksander VIII (Pietro Vito Ottoboni, 1689–1691)                                                         |
| Alessandro Albani (1692–1779)                         | 16 lipca 1721       | Innocenty XIII (1721–1724)  | Michelangelo Conti 7 czerwca 1706                                                          | Klemens XI (Giovanni Francesco Albani, 1700–1721)                                                         |
| Giovanni Battista Altieri (1673–1740)                 | 11 września 1724    | Benedykt XIII (1724–1730)   | Vincenzo Maria Orsini 22 lutego 1672                                                       | Klemens X (Emilio Altieri, 1670–1676)                                                                     |
| Agapito Mosca (1678–1760)                             | 1 października 1732 | Klemens XII (1730–1740)     | Lorenzo Corsini 17 maja 1706                                                               | Klemens XI (Giovanni Francesco Albani, 1700–1721)                                                         |
| Domenico Orsini d’Aragona (1719–1789)                 | 9 września 1743     | Benedykt XIV (1740–1758)    | Prospero Lambertini 9 grudnia 1726                                                         | Benedykt XIII (Vincenzo Maria Orsini, 1724–1730)                                                          |
| Andrea Corsini (1735–1795)                            | 24 września 1759    | Klemens XIII (1758–1769)    | Carlo Rezzonico 20 grudnia 1737                                                            | Klemens XII (Lorenzo Corsini, 1730–1740)                                                                  |
| Giovanni Battista Rezzonico (1740–1783)               | 10 września 1770    | Klemens XIV (1769–1774)     | Lorenzo Ganganelli 24 września 1759                                                        | Klemens XIII (Carlo Rezzonico, 1758–1769)                                                                 |
| Gabriele della Genga (1801–1861)                      | 1 lutego 1836       | Grzegorz XVI (1831–1846)    | Mauro Cappellari 21 marca 1825                                                             | Leon XII (Annibale della Genga, 1823–1829)                                                                |